# ۶۸۴ (خورشیدی)
۶۸۴ ششصد و هشتاد و چهارمین سال هجری خورشیدی است.